# 神戸眞
神戸 眞（かんべ しん、1892年11月8日 - 1967年7月13日）は、日本の政治家。愛知県小牧市長（3期）、衆議院議員（2期）、愛知県会議員（4期）、篠岡村長などを歴任した。

## 来歴
愛知県東春日井郡陶村（現・小牧市）生まれ。1906年（明治39年）3月、小牧町小牧尋常高等小学校（現・小牧市立小牧南小学校）卒業。
1929年（昭和4年）3月、篠岡村会議員に就任。その後、愛知県会議員、篠岡村長などを務め、1942年（昭和17年）10月8日から1945年（昭和20年）12月3日まで県会議長を務めた。
戦後、最初に行われた1946年（昭和21年）4月の第22回衆議院議員総選挙に大選挙区制の旧愛知1区から日本進歩党公認で立候補し初当選。
第23回衆院選（1947年）、第24回衆院選（1949年）は出馬せず、1952年（昭和27年）10月の第25回衆議院議員総選挙に旧愛知2区から改進党公認で立候補するも次点で落選。
1953年（昭和28年）4月の第26回衆議院議員総選挙で2期目の当選を果たす。1955年（昭和30年）2月の第27回衆議院議員総選挙に日本民主党公認で立候補するも次点で落選。1956年（昭和31年）7月の第4回参議院議員通常選挙に自由民主党公認で立候補するも次点で落選。
1959年（昭和34年）1月18日に行われた小牧市長選挙に立候補し初当選。
3期目在職中の1967年（昭和42年）7月13日、死去。74歳没。